# 小眼刺鰍
小眼刺鰍為輻鰭魚綱合鰓目刺鰍亞目刺鰍科的其中一種，分布於非洲Bangwelo湖、剛果河及Chambezi河流域，體長可達27.5公分，棲息在中底層水域，屬肉食性，可做為食用魚。